# Chikkavadagere, Dod Ballapur
Chikkavadagere là một làng thuộc tehsil Dod Ballapur, huyện Bangalore Rural, bang Karnataka, Ấn Độ.